# Пааа..?
Пааа..? је шеснаести студијски албум хрватске групе Магазин. Албум су 2004. објавили Кроација Рекордс и Тоника. Ово је пети и последњи албум групе Магазин са Јеленом Розгом као главним вокалом. Након овог албума Јелена је започела самосталну каријеру, а заменила ју је Ивана Ковач.

## Позадина
На радијском фестивалу 2003. извели су песму Кад би био близу, а на Сплитском фестивалу су певали Да ли знаш да те не волим. На концерту на Ташмајдану, група је доживела фијаско. Наиме, у публици је било једва око 3.000 људи, што је за простор какав је стадион Ташмајдан мало. Није виђено ни пресвлачење певачице у две-три тоалете, а гардероба Јелене Розге је тада била прича за себе. Уз беле пантолоне и мајицу, на темпаратури од 36 степени, обула је чизме браон боје уз које би јој сасвим лепо пристајала и нека бундица. Пола сата од почетка свирке, одједном је сва полиција изјурила ван стадиона. И новинари су пошли за њима, али се ништа није дешавало ту, па се део полиције упутио у други део Београда.
Годину дана касније победили су на Сплитском фестивалу са песмом Не тиче ме се, док су на Фестивалу Златне жице Славоније исте године наступили са песмом Често. 

## О албуму
На албуму се налази 10 песама. На албуму је био и дует: песма Лепоглава са Мирославом Шкором и Ђорђем Новковићем. Аутори већине песама су Вјекослава Хуљић и Тончи Хуљић. На продукцији песама су радили Федор Боић, Реми Казиноти и Едуард Ботрић. Албум је сниман у три различита студија: студију Томислава Мрдуљаша у Сплиту, студију Кроација Рекордса и студију Тетрапак (миксује се у поменутом студију). Албум је звучно кохезиван и преовлађује поп звук. 
Овај албум је за СЦГ издао City Records.

## Комерцијални успех
Албум је постигао значајан комерцијални успех. Албум је садржао низ хитова укључујући песме: Не тиче ме се, Кад би био близу, Да ли знаш да те не волим и Слатко, љуто, кисело. 
Праћен је спотовима за Не тиче ме се, Кад би био близу, Да ли знаш да те не волим, Слатко, љуто, кисело и Лепоглава.
До краја 2004. године, албум је био продат у 10.350 примерака, док је у новембру 2005 био продат у 22.500 примерака.

## Списак песама
Аутор(и) свих текстова: Вјекослава Хуљић, аутор(и) свих песама: Тончи Хуљић.
| №   | Назив                     | Трајање |  |
| 1.  | Шути                      | 4:07    |  |
| 2.  | Траг од креде             | 4:10    |  |
| 3.  | Не тиче ме се             | 3:50    |  |
| 4.  | Троши и уживај            | 3:34    |  |
| 5.  | Нормално                  | 3:57    |  |
| 6.  | Често                     | 3:34    |  |
| 7.  | Лепоглава                 | 3:30    |  |
| 8.  | Слатко, љуто, кисело      | 3:59    |  |
| 9.  | Кад би био близу          | 3:42    |  |
| 10. | Да ли знаш да те не волим | 3:51    |  |

## Обраде
- Не тиче ме се-Glorious (Андреас Јонсон, 1999)[8][9]-Мала (Зана, 1999)[10]
- Слатко, љуто, кисело[11]-Say You'll Be There (Spice Girls, 1996)[12]
- Да ли знаш да те не волим[13]-Say Just Words (Paradise Lost, 1997)[9] и Војно лице (Булдожер, 1995)[14]